# Station Nowosielce
Station Nowosielce is een spoorwegstation in de Poolse plaats Nowosielce.